# Martín Silvera
Pablo Martín Silvera Duarte (Melo, Uruguay; 26 de agosto de 1995) es un exfutbolista uruguayo.

## Trayectoria
El 8 de setiembre de 2013 debutó como profesional en el primer equipo de Cerro Largo, ingresó al minuto 76 para enfrentar a River Plate, el partido terminó 3 a 1 en contra. No tuvo continuidad, ya que disputó 2 partidos en el Torneo Apertura 2013.
Para el Clausura 2014 volvió a Danubio, disputó 3 partidos, como suplente. Y lograron el Campeonato Uruguayo luego de enfrentar a Wanderers en unas finales.
En la temporada 2014/15, tuvo más oportunidades, en el Torneo Apertura jugó 9 partidos, 3 como titular. Además el 21 de agosto de 2014 debutó a nivel internacional, en la primera ronda de la Copa Sudamericana, jugaron contra Capiatá pero perdieron 3 a 1, también tuvo minutos en el partido revancha pero empataron 2 a 2 y quedaron eliminados por un global en contra de 5 a 3.
Para el segundo semestre, tuvo menos oportunidades, de igual forma jugó la Copa Libertadores 2015, estuvo presente en 2 partidos pero quedaron eliminados en la fase de grupos. En el Torneo Clausura, disputó 2 encuentros, en la primera y la última fecha.
Martín sufrió una lesión en el tendón de Aquiles, por lo que no pudo estar presente para el comienzo del Torneo Apertura 2015, cuando se recuperó volvió a ser convocado, pero en los entrenamientos sufrió una sobrecarga muscular abdominal y se perdió el resto del Apertura.
Para el Torneo Clausura, decidieron cederlo a préstamo para que tenga minutos, su destino fue el Club Atlético Villa Teresa. Jugó 8 partidos en la máxima categoría del fútbol uruguayo, pero descendieron.
Quedó libre de Danubio y se integró a Juventud, para el Campeonato Especial 2016.

## Selección nacional
En el 2014, fue parte del proceso de la selección Sub-20 de Uruguay conducida por Fabián Coito.
Debutó con la Celeste el 10 de junio ante Paraguay en el Estadio Dr. Nicolás Leoz de Asunción, ingresó en el segundo tiempo, anotó un su primer gol y empataron 1 a 1. Luego tuvo 4 oportunidades más pero no volvió a ser convocado.

### Detalles de partidos
| Con Uruguay Sub-20 | Con Uruguay Sub-20 | Con Uruguay Sub-20 | Con Uruguay Sub-20       | Con Uruguay Sub-20   | Con Uruguay Sub-20 | Con Uruguay Sub-20 | Con Uruguay Sub-20 | Con Uruguay Sub-20 | Con Uruguay Sub-20 |
| N°                 | Rival              | Resultado          | Fecha                    | Lugar                | Competencia        | Goles              | Asistencias        | Ref.               |                    |
| ------------------ | ------------------ | ------------------ | ------------------------ | -------------------- | ------------------ | ------------------ | ------------------ | ------------------ | ------------------ |
| 1                  | Paraguay           | 1:1 (1:0)          | 10 de junio de 2014      | Asunción Paraguay    | Amistoso           | 90'                | -                  | 1                  |                    |
| 2                  | Paraguay           | 2:1 (1:0)          | 12 de junio de 2014      | Asunción Paraguay    | Amistoso           | -                  | -                  | 2                  |                    |
| 3                  | Perú               | 1:0 (1:0)          | 4 de agosto de 2014      | Lima · Perú          | Amistoso           | -                  | -                  | 3                  |                    |
| 4                  | Perú               | 1:1 (1:1)          | 6 de agosto de 2014      | Lima · Perú          | Amistoso           | -                  | -                  | 4                  |                    |
| 5                  | Perú               | 1:0 (0:0)          | 24 de septiembre de 2014 | Montevideo · Uruguay | Amistoso           | -                  | -                  | 5                  |                    |

## Estadísticas

### Clubes
Actualizado al 19 de agosto de 2016.
| Cerro Largo · Uruguay                                                            | 1ª            | 2012/13       | 2  | 0 | - | - | - | - | 2  | 0 |
| Cerro Largo · Uruguay                                                            | Total club    | Total club    | 2  | 0 | 0 | 0 | 0 | 0 | 2  | 0 |
| Danubio · Uruguay                                                                | 1ª            | 2013/14       | 3  | 0 | - | - | - | - | 3  | 0 |
| Danubio · Uruguay                                                                | 1ª            | 2014/15       | 12 | 0 | 0 | 0 | 4 | 0 | 16 | 0 |
| Danubio · Uruguay                                                                | Total club    | Total club    | 15 | 0 | 0 | 0 | 4 | 0 | 19 | 0 |
| Villa Teresa · Uruguay                                                           | 1.ª           | 2015/16       | 8  | 0 | - | - | - | - | 8  | 0 |
| Villa Teresa · Uruguay                                                           | Total club    | Total club    | 8  | 0 | 0 | 0 | 0 | 0 | 8  | 0 |
| Juventud · Uruguay                                                               | 1.ª           | 2016          | 0  | 0 | - | - | - | - | 0  | 0 |
| Juventud · Uruguay                                                               | Total club    | Total club    | 0  | 0 | 0 | 0 | 0 | 0 | 0  | 0 |
| Total carrera                                                                    | Total carrera | Total carrera | 25 | 0 | 0 | 0 | 4 | 0 | 29 | 0 |
| (1)Incluidos los datos de la Copa Sudamericana (2014) y Copa Libertadores (2015) |               |               |    |   |   |   |   |   |    |   |

### Selecciones
Actualizado al 24 de septiembre de 2014.
Último partido citado: Uruguay 1 - 0 Perú
| Selección        | Temporada     | Continental | Continental | Mundial(1) | Mundial(1) | Amistosos | Amistosos | Total | Total |
| Selección        | Temporada     | Part.       | Goles       | Part.      | Goles      | Part.     | Goles     | Part. | Goles |
| ---------------- | ------------- | ----------- | ----------- | ---------- | ---------- | --------- | --------- | ----- | ----- |
| Sub-20 · Uruguay | 2013/14       | -           | -           | -          | -          | 2         | 1         | 2     | 1     |
| Sub-20 · Uruguay | 2014/15       | -           | -           | -          | -          | 3         | 0         | 3     | 0     |
| Sub-20 · Uruguay | Total sel.    | -           | -           | -          | -          | 5         | 1         | 5     | 1     |
| Total carrera    | Total carrera | -           | -           | -          | -          | 5         | 1         | 5     | 1     |

## Palmarés

### Títulos nacionales
| Competición         | Club          | País    | Año  |
| ------------------- | ------------- | ------- | ---- |
| Campeonato Uruguayo | Danubio F. C. | Uruguay | 2014 |